# Rebecca Brooke
Rebecca Brooke (Chicago, Illinois; 21 de febrero de 1952-Boca Ratón, Florida; 17 de julio de 2012) fue una actriz pornográfica y modelo erótica estadounidense especializada en cine de explotación sexual, incluidas películas de porno duro y suave durante los años 1970. El sexólogo Vern Bullough dijo de ella que era "una de las bellezas verdaderas para adornar la pantalla porno".

## Biografía
Rebecca Brooke, el nombre artístico con el que fue mayormente conocida Mary Mendum, nació en Chicago (Illinois) en febrero de 1952. Era hija de Mary Lee y Edward Stephen Mendum. Comenzó su carrera en el teatro y participó en la producción original del musical Hair, interpretando los papeles de Sheila y Jeannie. También participó en el musical Flower Drum Song. En un momento de su carrera, trabajando en el Playboy Club de Chicago, conoció a Hugh Hefner, fundador de la revista Playboy.
Debutó como actriz con 21 años, en la producción de corte softcore Gracely Place, dirigida por Chuck Vincent en 1973. Pero su papel más recordado le llegaría en 1975, con la película sadomasoquista Punishment of Anne, también conocida como The Image, que dirigió Radley Metzger, supuestamente el novio de Rebecca Brooke por aquel entonces. La película contiene escenas explícitas de felaciones y lluvia dorada; no obstante, Brooke no realizó ninguna de las mismas.
Como actriz grabó con las productoras After Hours Cinema, Video-X-Pix, Associated Film Distributors, Unknown, Alpha Blue Archives, Secret Key Motion Pictures, VCA Pictures y Retro-Seduction Cinema.
Su aparición más destacada en una producción hardcore fue en la película francesa Les Milles et une perversions de Felicia, en la que sí aparecía teniendo relaciones sexuales y practicando el sexo oral. Otras producciones suyas como actriz fueron Abigail Leslie Is Back in Town, Misty, Bang Bang, Confessions of a Young American Housewife, Laura's Toys o Mrs. Barrington.
Decidió retirarse como actriz en 1976, con solo 10 películas a sus espaldas. Posteriormente, Brooke se casó en dos ocasiones, divorciándose en las mismas, y sin tener hijos. Tras abandonar la industria pornográfica comenzó a trabajar en el restaurante Waldorf Astoria de Nueva York, llegando a ser propietaria de un restaurante en Memphis (Tennessee). El actor pornográfico Jamie Gillis llegó a decir que Brooke, tras abandonar la actividad pornográfica, se convirtió al Islam.
Vivía apartada de la industria y del foco mediático en Boca Ratón (Florida), donde falleció en un accidente, por ahogamiento, el 17 de julio de 2012, apenas cinco meses después de cumplir 60 años.